# Cal speriat de o furtună
Cal speriat de o furtună este o acuarelă pe hârtie realizată de pictorul francez Eugène Delacroix cândva între 1824 și 1829, cel mai probabil în 1824.
Arătând un cal înspăimântat de fulgere lângă malul mării, a fost probabil inspirat de pictura Théodore Géricault Isabella, calul speriat de o furtună aflat la (National Gallery, Londra), realizată în timpul șederii acelui artist în Anglia. Delacroix a oferit acuarela sa baronului Schwiter. În 1934, colecționarul de artă Pál Majovszky a donat-o Muzeului de Arte Frumoase din Budapesta, deși a fost împrumutat pentru expoziția de la Paris din 1963, la centenarul morții lui Delacroix.

## Vezi și
- Eugène Delacroix